# Teatro Regio Ducale
Teatro Regio Ducale bylo milánské operní divadlo působící v letech 1717–1776. Na jeho místě dnes stojí La Scala.

## Historie divadla
Uvnitř milánského královského paláce (Palazzo Reale) existovalo již od roku 1598 divadlo Salone Margherita, nazvané podle Markéty Habsburské (1584–1611), manželky Filipa III. Španělského, který tehdy vládl Lombardii. Prošlo mnoha změnami, několikrát vyhořelo, až 5. ledna 1708 vyhořelo do základů.
Na jeho místě bylo architektem Gerolamem Quadriou nejprve postaveno malé divadlo, které bylo uvedeno do provozu již 21. června 1708. Na náklady milánské šlechty bylo později postaveno reprezentativní divadlo, které zahájilo svou činnost 26. prosince 1717. Architekty byli Gian Domenico Barbieri a Domenico Valmagini, patrně s pomocí svého učitele Francesco Galli Bibiena. Divadlo mělo 5 pater lóží a ve své době bylo považováno za jedno z nejkrásnějších divadel Itálie.
Divadlo bylo otevřeno představením opery Francesca Gaspariniho Costantino. Divadlo mělo stálý orchestr s padesáti hudebníky a v následujících letech bylo svědkem premiér operních děl předních evropských skladatelů (Nicola Porpora, Niccolò Jommelli, Christoph Willibald Gluck, Giovanni Paisiello, Josef Mysliveček) včetně prvních oper Wolfganga Amadea Mozarta.
25. ledna 1776, po představení opery La Merope Tommasa Traetty, divadlo vyhořelo. Na jeho místě a v jeho blízkosti byla postavena dvě nová divadla. Jedním bylo Nuovo Regio Ducal Teatro alla Scala, dnešní slavná La Scala a druhým Teatro della Cannobiana, dnešní neméně známé Teatro Lirico.

## Premiéry oper v Teatro Regio Ducale
- Antonio Maria Bononcini: Griselda (1718)
- Andrea Stefano Fiorè: Publio Cornelio Scipione (1718)
- Giuseppe Vignati: Ambleto (1719)
- Giuseppe Vignati: Porsena (1719)
- Giuseppe Vignati: Aquilio in Siracusa (1720)
- Francesco Gasparini: La pace fra Seleuco e Tolomeo (1720)
- Antonio Vivaldi: La Silvia (1721)
- Andrea Stefano Fiorè: L'Argippo (1722)
- Andrea Stefano Fiorè: Ariodante (1722)
- Giovanni Porta: L'Arianna nell'isola di Nasso (1723)
- Giovanni Porta: La caduta de decemviri (1723)
- Giuseppe Maria Buini: L'Agrippa tetrarca di Gerusalemme (1724)
- Andrea Stefano Fiorè: Elena (1725)
- Francesco Brusa: Arsace (1725)
- Nicola Porpora: Siface (1726)
- Nicola Porpora: La verità nell'inganno (1726)
- Francesco Ciampi: Ciro (1726)
- Giuseppe Ferdinando Brivio: Ipermestra (1727)
- Giuseppe Vignati: Girita (1727)
- Geminiano Giacomelli: Zidiana (1728)
- Geminiano Giacomelli: Semiramide riconosciuta (1730)
- Johann Adolf Hasse: Arminio (1730)
- Riccardo Broschi: Arianna e Teseo (1732)
- Giovanni Battista Lampugnani: Candace (1732)
- Giovanni Porta: Gianguir (1732)
- Gaetano Maria Schiassi: Il Demetrio (1732)
- Giovanni Porta: Semiramide (1733)
- Francesco Araja: La forza dell'amore e dell'odio (1734)
- Giuseppe Vignati: Nerone (1734)
- Giovanni Battista Sammartini: L'ambizione superata dalla virtù (1734)
- Riccardo Broschi: Adriano in Siria (1735)
- Giovanni Andrea Fiorini: La Didone abbandonata (1735)
- Geminiano Giacomelli: Cesare in Egitto (1735)
- Giovanni Battista Lampugnani: Antigono (1736)
- Egidio Duni: La tirannide debellata (1736)
- Giovanni Battista Lampugnani: Artaserse (1738)
- Giuseppe Ferdinando Brivio: Merope (1738)
- Egidio Duni: La Didone (1739)
- Giuseppe Ferdinando Brivio: Didone abbandonata (1739)
- Giuseppe Ferdinando Brivio: La Germania trionfante in Armorica (1739)
- Giuseppe Ferdinando Brivio: L'incostanza delusa (1739)
- Leonardo Leo: Scipione nelle Spagne (1740)
- Christoph Willibald Gluck: Artaserse (1741)
- Giuseppe Ferdinando Brivio: Alessandro nell'Indie (1742)
- Christoph Willibald Gluck: Demofoonte (1743)
- Giovanni Battista Sammartini: L'Agrippina, moglie di Tiberio (1743)
- Christoph Willibald Gluck: La Sofonisba (1744)
- Baldassare Galuppi: Ricimero (1744)
- Giovanni Battista Lampugnani: Arsace (1744, spoluautor Christoph Willibald Gluck)
- Baldassare Galuppi: Ciro riconosciuto (1745)
- Christoph Willibald Gluck: Ippolito (1745)
- Giovanni Battista Lampugnani: Il gran Tamerlano (1746)
- Baldassare Galuppi: L'Olimpiade (1747)
- Maria Teresa Agnesi: Il ristoro d'Arcadia (1747)
- Giovanni Battista Sammartini: La gara dei geni (1747)
- Pietro Pulli: Zenobia (1748)
- Pietro Pulli: Il Demetrio (1749)
- Baldassare Galuppi: Semiramide riconosciuta (1749)
- Giuseppe Carcani: Il Tigrane (1750)
- Antonio Gaetano Pampani: Adriano in Siria (1750)
- David Perez: Ezio (1751)
- David Perez: La Zenobia (1751)
- Maria Teresa Agnesi: Ciro in Armenia (1753)
- Niccolò Jommelli: Demofoonte (1753)
- Niccolò Jommelli: La reggia de' Fati (1753)
- Niccolò Jommelli: La pastorale offerta (1753)
- Carlo Monza: Olimpiade (1753)
- Niccolò Jommelli: Lucio Vero (1754)
- Michelangelo Valentini: Andromaca (1754)
- Gioacchino Cocchi: Emira (1756)
- Quirino Gasparini: Artaserse (1756)
- Giuseppe Scarlatti: Antigona (1756)
- Baldassare Galuppi: Ezio (1757)
- Giovanni Battista Lampugnani: Il re pastore (1758)
- Giovanni Battista Lampugnani: Le cantatrici (1758)
- Baldassare Galuppi: Ipermestra (1758)
- Carlo Monza: Sesostri re d'Egitto (1759)
- Ignaz Holzbauer: Alessandro nell'Indie (1759)
- Johann Christian Bach: Artaserse (1760)
- Giovanni Battista Lampugnani: La contessina (1759)
- Giovanni Battista Lampugnani: Il conte Chicchera (1759)
- Giovanni Battista Lampugnani: La Giulia (1760)
- Gregorio Sciroli: Merope (1761)
- Giuseppe Scolari: Il viaggiatore ridicolo (1762)
- Giuseppe Colla: Adriano in Siria (1762)
- Giuseppe Ponzo: Arianna e Teseo (1762)
- Giuseppe Scolari: Il Tamerlano (1763)
- Carlo Monza: Achille in Sciro (1764)
- Giuseppe Scolari: Cajo Mario (1765)
- Carlo Monza: Temistocle (1766)
- Maria Teresa Agnesi: Insubria consolata (1766)
- Baldassare Galuppi: La camariera spiritosa (1766)
- Antonio Sacchini: Le contadine bizzarre (1766)
- Pietro Alessandro Guglielmi: Antigono (1767)
- Pietro Alessandro Guglielmi: Alceste (1768)
- Ferdinando Bertoni: Scipione nelle Spagne (1768)
- Carlo Monza: La lavandara astuta (1770)
- Wolfgang Amadeus Mozart: Mitridate, rè di Ponto (1770)
- Niccolò Piccinni: Cesare in Egitto (1770)
- Niccolò Piccinni: Il regno della luna (1770)
- Niccolò Piccinni: L'olandese in Italia (1770)
- Johann Adolf Hasse: Il Ruggiero ovvero L'eroica grattitudine (1771)
- Carlo Monza: Nitteti (1771)
- Wolfgang Amadeus Mozart: Ascanio in Alba (1771)
- Josef Mysliveček: Il gran Tamerlano (1771)
- Wolfgang Amadeus Mozart: Lucio Silla (1772)
- Antonio Sacchini: Armida (1772)
- Giuseppe Colla: Tolomeo (1773)
- Giuseppe Gazzaniga: Zon Zon (1773)
- Giovanni Paisiello: Sismano nel Mogol (1773)
- Giovanni Paisiello: Andromeda (1774)
- Felice Alessandri: Il Medonte re d'Epiro (1774)
- Pietro Alessandro Guglielmi: Vologeso (1775)
- Tommaso Traetta: La Merope (1776)